# Charles d’Avaugour

Charles d’Avaugour, 1649. Kupferstich nach Anselm van Hulle.

Charles d’Avaugour (* 1600; † 6. Dezember 1657 in Kiel) war ein französischer Diplomat.

## Leben
Charles de Bretagne du Bois, d’Avaugour trat 1633 in den auswärtigen Dienst und wurde in Nord- und Osteuropa beschäftigt. Unter anderem war er französischer Resident in Danzig. Von 1643 bis zum Westfälischen Frieden begleitete er als Vertreter von Ludwig XIV. Schwedische Streitkräfte im Dreißigjährigen Krieg und erhielt den Rang eines Obersts in einem Kavallerie-Regiment. 
1654 war er Botschafter in Stockholm, Schweden und begleitete Karl X. Gustav in den Zweiten Nordischen Krieg gegen Polen-Litauen. In dieser kriegerischen Auseinandersetzung nahm er im Bündnis mit Friedrich Wilhelm von Brandenburg weisungsgemäß die Interessen von Ludwig XIV. wahr.